# الدوري الإسباني الدرجة الثانية 1948–49
دوري الدرجة الثانية الإسباني 1948–49 (بالإسبانية: Segunda División de España 1948-49)‏ هو موسم من دوري الدرجة الثانية الإسباني. فاز فيه ريال سوسيداد.